# پروچنو
پروچنو (به ایتالیایی: Proceno) یک کومونه در ایتالیا است که در استان ویتربو واقع شده‌است. پروچنو ۴۱٫۹ کیلومتر مربع مساحت و ۶۳۰ نفر جمعیت دارد و ۴۱۸ متر بالاتر از سطح دریا واقع شده‌است.